# توکوگاوا هیده‌تادا
توکوگاوا هیده‌تادا (به ژاپنی: 徳川秀忠 Tokugawa Hidetada) نام دوران کودکی تاکه‌چیو (به ژاپنی: 竹千代) ۲ مهٔ ۱۵۷۹ – ۱۴ مارس ۱۶۳۲) دومین شوگون از شوگون‌سالاری توکوگاوا بود. او سومین پسر و جانشین توکوگاوا ایه‌یاسو، بنیان‌گذار شوگون‌سالاری توکوگاوا بود. همسر او اوایو (گو) خواهرزادهٔ اودا نوبوناگا بود.

## نقش ویلیام آدامز
پس از مرگ ایه‌یاسو، موقعیت ویلیام آدامز (دریانورد) به‌طور قابل توجهی تغییر کرد. این به این دلیل بود که هیده‌تادا از دستیاران ایه‌یاسو فاصله گرفت و دستیاران دیگری را منصوب کرد. همچنین قابل ذکر است که او اولین بریتانیایی بود که وارد ژاپن شد و فنون کشتی سازی و ناوبری غربی را تدریس می‌کرد.
برای خلاصه کردن قابل توجه‌ترین دستاوردهای آدامز، دو نکته دیپلماتیک وجود دارد: ایجاد تجارت آزاد بین هلندی‌ها و بریتانیایی‌ها در ژاپن، و حذف قدرت اسپانیا. این پیشینه ارتباط زیادی با درگیری بین انگلستان پروتستان و هلند و اسپانیا و پرتغال کاتولیک در اروپا در آن زمان داشت. از سوی دیگر، طعنه‌آمیز است که توصیه آدامز برای ترویج تجارت آزاد منجر به سرکوب مسیحیان و به عنوان بسط، به سیاست انزوای ملی شد.